# Diplycosia ngii
Diplycosia ngii är en ljungväxtart som beskrevs av Graham Charles George Argent. Diplycosia ngii ingår i släktet Diplycosia och familjen ljungväxter. Inga underarter finns listade i Catalogue of Life.